# Carrie Russell
Carrie Russell (18 ottobre 1990) è una velocista e bobbista giamaicana.

## Biografia

### Atletica leggera
Proveniente dalla parrocchia di Saint Thomas, Russell ha frequentato la St. Thomas Technical High School. Ha ottenuto buoni risultati come velocista nei 100 metri piani, riuscendo a vincere la medaglia di bronzo ai Mondiali juniores 2006 e la medaglia d'oro alle Universiadi 2011 di Shenzen. Ai Mondiali di atletica leggera di Mosca 2013 ha vinto la medaglia d'oro nella staffetta 4×100 m.

### 2016: il passaggio al bob
Nel 2016 Carrie Russell ha cominciato la sua carriera di bobbista in qualità di frenatrice per la nazionale giamaicana,  debuttando in Coppa Nordamericana a novembre 2016. Esordì invece in Coppa del Mondo il 9 dicembre 2017 a Winterberg, nella terza tappa della stagione 2017/18, piazzandosi al settimo posto nel bob a due in coppia con Jazmine Fenlator-Victorian. Nel gennaio 2018 la squadra di bob femminile si qualificò per i Giochi olimpici invernali di Pyeongchang 2018, diventando la prima squadra femminile giamaicana a partecipare a una rassegna olimpica; si classificò al 19º posto nel bob a due femminile.
Nell'inverno del 2018 passò al ruolo di pilota, partecipando all'edizione 2018/19 della Coppa Nordamericana, ma gareggiando saltuariamente anche come frenatrice. Nel circuito delle World Series di monobob femminile infine andò per la prima volta a podio il 16 gennaio 2021 a Park City, nella sesta tappa della stagione 2020/21, classificandosi seconda, e il giorno successivo vinse la gara nella stessa località; concluse l'annata al sesto posto in classifica generale.

## Palmarès

### Atletica leggera
| Anno | Manifestazione    | Sede     | Evento      | Risultato | Prestazione | Note                  |
| ---- | ----------------- | -------- | ----------- | --------- | ----------- | --------------------- |
| 2006 | Mondiali juniores | Pechino  | 100 m piani | Bronzo    | 11"42       |                       |
| 2006 | Mondiali juniores | Pechino  | 4×100 m     | Bronzo    | 44"22       |                       |
| 2011 | Universiadi       | Shenzhen | 100 m piani | Oro       | 11"05       |                       |
| 2011 | Universiadi       | Shenzhen | 4×100 m     | Bronzo    | 43"57       |                       |
| 2013 | Mondiali          | Mosca    | 4×100 m     | Oro       | 41"29       | Record dei campionati |
| 2014 | World Relays      | Nassau   | 4×100 m     | Argento   | 42"28       |                       |

### Bob

#### World Series di monobob femminile
- Miglior piazzamento in classifica generale: 6ª nel 2020/21.
- 4 podi:
  - 1 vittoria;
  - 2 secondi posti;
  - 1 terzo posto.

World Series di monobob femminile - vittorie
| Data            | Luogo     | Paese       |
| --------------- | --------- | ----------- |
| 17 gennaio 2021 | Park City | Stati Uniti |

#### Coppa Nordamericana
- Miglior piazzamento in classifica generale nel bob a due: 7ª nel 2021/22;
- 4 podi (tutti nel bob a due):
  - 1 secondo posto;
  - 3 terzi posti.